# Diocesi di Fresno
La diocesi di Fresno (in latino Dioecesis Fresnensis) è una sede della Chiesa cattolica negli Stati Uniti d'America suffraganea dell'arcidiocesi di Los Angeles. Nel 2023 contava 1.244.400 battezzati su 3.014.103 abitanti. È retta dal vescovo Joseph Vincent Brennan.

## Territorio
La diocesi comprende le seguenti contee dello stato della California (Stati Uniti): Fresno, Inyo, Kern, Kings, Madera, Mariposa, Merced e Tulare.
Sede vescovile è la città di Fresno, dove si trova la cattedrale di San Giovanni (St. John's).
Il territorio si estende su 91.268 km² ed è suddiviso in 87 parrocchie.

## Storia
Il 1º giugno 1922, in forza della bolla Romani Pontifices di papa Pio XI, per la vastità della sua estensione, la diocesi di Monterey-Los Angeles fu divisa in due: la parte meridionale andò a costituire la diocesi di Los Angeles-San Diego (oggi arcidiocesi di Los Angeles), mentre con la parte settentrionale fu istituita la diocesi di Monterey-Fresno, con sede nella città di Fresno, dove fu eretta a cattedrale la chiesa di San Giovanni Battista.
Originariamente suffraganea dell'arcidiocesi di San Francisco, l'11 luglio 1936 la diocesi di Monterey-Fresno entrò a far parte della provincia ecclesiastica dell'arcidiocesi di Los Angeles.
Il 6 ottobre 1967 con la bolla De fidelium bono di papa Paolo VI, cedette una porzione di territorio a vantaggio dell'erezione della diocesi di Monterey, e contestualmente assunse il nome attuale.

## Cronotassi
Si omettono i periodi di sede vacante non superiori ai 2 anni o non storicamente accertati.
- John Bernard MacGinley † (24 marzo 1924 - 26 settembre 1932 dimesso[2])
- Philip George Scher † (28 aprile 1933 - 3 gennaio 1953 deceduto)
- Aloysius Joseph Willinger, C.SS.R. † (3 gennaio 1953 succeduto - 16 ottobre 1967 dimesso[3])
- Timothy Finbar Manning † (16 ottobre 1967 - 26 maggio 1969 nominato arcivescovo coadiutore di Los Angeles[4])
- Hugh Aloysius Donohoe † (22 agosto 1969 - 1º luglio 1980 ritirato)
- José de Jesús Madera Uribe, M.Sp.S. † (1º luglio 1980 succeduto - 28 maggio 1991 nominato vescovo ausiliare dell'ordinariato militare negli Stati Uniti d'America[5])
- John Thomas Steinbock † (15 ottobre 1991 - 5 dicembre 2010 deceduto)
- Armando Xavier Ochoa (1º dicembre 2011 - 5 marzo 2019 ritirato)
- Joseph Vincent Brennan, dal 5 marzo 2019

## Statistiche
La diocesi nel 2023 su una popolazione di 3.014.103 persone contava 1.244.400 battezzati, corrispondenti al 41,3% del totale.
| anno | popolazione | popolazione | popolazione | presbiteri | presbiteri | presbiteri | presbiteri                | diaconi | religiosi | religiosi | parrocchie |
| anno | battezzati  | totale      | %           | numero     | secolari   | regolari   | battezzati per presbitero | diaconi | uomini    | donne     | parrocchie |
| ---- | ----------- | ----------- | ----------- | ---------- | ---------- | ---------- | ------------------------- | ------- | --------- | --------- | ---------- |
| 1970 | 272.300     | 1.203.655   | 22,6        | 166        | 125        | 41         | 1.640                     |         | 62        | 328       | 84         |
| 1976 | 291.280     | 1.300.000   | 22,4        | 149        | 104        | 45         | 1.954                     |         | 63        | 199       | 84         |
| 1990 | 336.549     | 1.798.500   | 18,7        | 162        | 116        | 46         | 2.077                     | 3       | 61        | 152       | 86         |
| 1999 | 349.633     | 2.263.150   | 15,4        | 140        | 108        | 32         | 2.497                     | 5       | 4         | 123       | 84         |
| 2000 | 338.978     | 2.290.850   | 14,8        | 143        | 106        | 37         | 2.370                     | 5       | 41        | 133       | 84         |
| 2001 | 360.574     | 2.324.650   | 15,5        | 166        | 129        | 37         | 2.172                     | 9       | 41        | 121       | 85         |
| 2002 | 338.040     | 2.404.750   | 14,1        | 165        | 134        | 31         | 2.048                     | 9       | 34        | 132       | 86         |
| 2003 | 581.000     | 2.327.272   | 25,0        | 160        | 129        | 31         | 3.631                     | 30      | 37        | 137       | 86         |
| 2004 | 581.000     | 2.431.853   | 23,9        | 169        | 136        | 33         | 3.437                     | 31      | 35        | 120       | 86         |
| 2006 | 581.000     | 2.584.894   | 22,5        | 167        | 134        | 33         | 3.479                     | 32      | 33        | 121       | 86         |
| 2009 | 1.074.944   | 2.756.266   | 39,0        | 170        | 132        | 38         | 6.323                     | 45      | 39        | 114       | 89         |
| 2010 | 1.084.000   | 2.778.000   | 39,0        | 166        | 127        | 39         | 6.530                     | 46      | 40        | 112       | 89         |
| 2013 | 1.108.000   | 2.842.000   | 39,0        | 172        | 127        | 45         | 6.441                     | 62      | 46        | 91        | 89         |
| 2016 | 1.200.000   | 2.906.023   | 41,3        | 179        | 149        | 30         | 6.703                     | 55      | 31        | 122       | 89         |
| 2019 | 1.208.350   | 2.926.200   | 41,3        | 159        | 126        | 33         | 7.599                     | 70      | 33        | 120       | 87         |
| 2021 | 1.232.530   | 2.985.800   | 41,3        | 169        | 124        | 45         | 7.293                     | 92      | 46        | 103       | 87         |
| 2023 | 1.244.400   | 3.014.103   | 41,3        | 173        | 131        | 42         | 7.193                     | 94      | 43        | 109       | 87         |